# Nouvelle Mosquée (Lárissa)
Ne doit pas être confondu avec Nouvelle Mosquée (Thessalonique).
La Nouvelle Mosquée (grec moderne : Γενί Τζαμί ; turc : Yeni Camii) est une mosquée historique située à Lárissa, en Grèce.

## Histoire
La mosquée est construite dans le centre de la ville, sur la rue du 31 août (grec moderne : Οδός 31ης Αυγούστου). La date exacte de sa construction, ainsi que son fondateur, sont inconnus, cependant, en raison de sa décoration de style néoclassique, tant à l'extérieur qu'à l'intérieur, elle est probablement datée du XIXe siècle. Il s'agit de la dernière de plusieurs mosquées construites dans la ville pendant la période ottomane, d'où son nom.
La mosquée continue d'être utilisée par les musulmans locaux jusqu'en 1924, date à laquelle ils quittent les lieux à la suite de l'échange de population entre la Grèce et la Turquie. Entre 1939 et 1941, le bâtiment est utilisé afin d'abriter la bibliothèque municipale, ainsi qu'une petite collection archéologique, qui est en partie pillée par les forces d'occupation pendant l'occupation de la Grèce pendant la Seconde Guerre mondiale. Les tremblements de terre de 1941, de 1955, de 1957 et de 1980 endommagent le bâtiment. Entre la fin des années 1950 et 2011, le bâtiment abrite le musée archéologique de Lárissa,.

## Description
Le bâtiment, de forme carrée, comporte une salle de prière avec neuf fenêtres cintrées et un toit à quatre pans recouvert de tuiles. L'entrée comporte un portique en trois parties couvert de trois demi-dômes. Le minaret de l'angle nord-ouest subsiste jusqu'au niveau du balcon.